# Trong thảo nguyên Trung Á
Trong thảo nguyên Trung Á (tiếng Nga: В средней Азии, V srednyeĭ Azii) là tranh giao hưởng của nhà soạn nhạc người Nga Alexander Borodin. Tác phẩm được sáng tác vào năm 1880, diễn tả một bức tranh trong một triển lãm nhân ngày sinh nhật của Nga hoàng Alexander II. Tác phẩm thể hiện chuyến đi của một đoàn bộ hành.